# Protoneura scintilla
Protoneura scintilla är en trollsländeart som beskrevs av Howard Kay Gloyd 1939. Protoneura scintilla ingår i släktet Protoneura och familjen Protoneuridae. Inga underarter finns listade i Catalogue of Life.